# Maison de Correia

Armoiries de la maison de Correia

La Maison de Correia est une famille noble portugaise liée à la Reconquista.

## Histoire
La maison de Correia est originaire du village de Salceda de Caselas, dans le district de Tui, près de Pontevedra, en Galice. Toutefois, l'histoire de la famille est liée à celle du Portugal. Leurs ancêtres sont arrivés au Portugal au début du XIe siècle, au service d'Henri de Bourgogne, comte de Portucale (1066 -1112). 
Cette famille descend de Paio Ramiro, noble chevalier médiéval. Ses descendants menèrent des campagnes militaires contre les Maures en Algarve, qui ont abouti à la prise de Silves et ont été cruciales pour la Reconquista  en 1249 sous le règne de Sanche II. 

## Patronyme et étymologie
Le patronyme est dérivé du mot portugais correia, qui signifie « une courroie, une lanière ou une ceinture en cuir » (du latin corrigia, « attacher », de corrigere, « redresser ou corriger »), utilisé comme nom professionnel métonymique pour un fabricant ou un vendeur de ceintures et de sangles en cuir. On trouve le nom dans tout le Portugal et également dans la région de Galice, au nord-ouest de l'Espagne. 

## Membres notables
- Paio Peres Correia, maître de l'Ordre de Santiago
- António Correia, commandant portugais qui en 1521 a conquis Bahreïn, marquant le début de quatre-vingts ans de domination portugaise dans l'État du golfe Persique.